# Nyírség
Nyírség [ňíršég] („Březina“), dříve též Nyírország („Březová země“) je název krajiny ve Velké uherské nížině, nacházející se na východě Maďarska převážně v župě Szabolcs-Szatmár-Bereg s přesahem do župy Hajdú-Bihar a okrajově do rumunské župy Satu Mare. Je to mírně zvlněná oblast vyvýšená nad okolní rovinu, obtékaná a ohraničená ze severu Tisou, z východu Krasnou, z jihovýchodu říčkou Ér, z jihu Berettyó a ze západu Hortobágyem. Nejvyšším bodem je plochý vrch Hoportyó (183 m n.m.).
Podloží oblasti pochází z třetihor, kdy se zde vyvinul mohutný náplavový kužel řek stékajících ze severovýchodních Karpat (zejména dnešní Tisa a Someš). Když pak byla tato oblast tektonickými pohyby vyzdvižena, a okolí se naopak propadlo níže, změnily řeky trasu svých toků a dnešní Nyírség z větší části vyschnul. Byl pak dále formován eolickými procesy, které do opuštěných koryt uložily mocné vrstvy písku. V převážně severojižním směru se utvořily pásy dun a mezi nimi slaná jezírka a bažiny. Oblast následně zarostla dubovými a zejména březovými lesy, podle kterých získala název. Během středověké kolonizace byly zdejší lesy převážně vykáceny a přeměněny na zemědělskou půdu, přesto je Nyírség s podílem asi 1/9 lesů na celkové rozloze stále nejlesnatější částí maďarského Zátisí.
Podle této oblasti má řada místních názvů předponu Nyír-: např. Nyíradony, Nyírbátor, Nyírlugos, Nyírmada, Nyírpazony, Nyírtelek i vůbec největší zdejší město Nyíregyháza.